# Interfície
Interfície és la connexió entre dos ordinadors o màquines de qualsevol tipus donant una comunicació entre diferents nivells.
A més a més, la paraula interfície s'utilitza en diferents contexts:
1. Interfície com a instrument: des d'aquesta perspectiva la interfície és una «pròtesi» o «extensió» (McLuhan) del nostre cos. El mouse és un instrument que estén les funcions de la nostra mà i les porta a la pantalla amb forma de cursor. Així, per exemple, la pantalla d'una computadora és una interfície entre l'usuari i el disc dur.
2. Interfície com a superfície: n'hi ha que consideren que la interfície ens transmet instruccions. La superfície d'un objecte (real o virtual) ens parla per mitjà de les formes, textures, colors, etc.
3. Interfície com a espai: des d'aquesta perspectiva la interfície és el lloc de la interacció; l'espai on se'n desenvolupen els intercanvis i els treballs manuals.